# Waldemar Bender
Waldemar Bender (* 28. Dezember 1885 in Danzig; † 6. Dezember 1950 in Kiel) war ein deutscher Konteradmiral der Kriegsmarine.

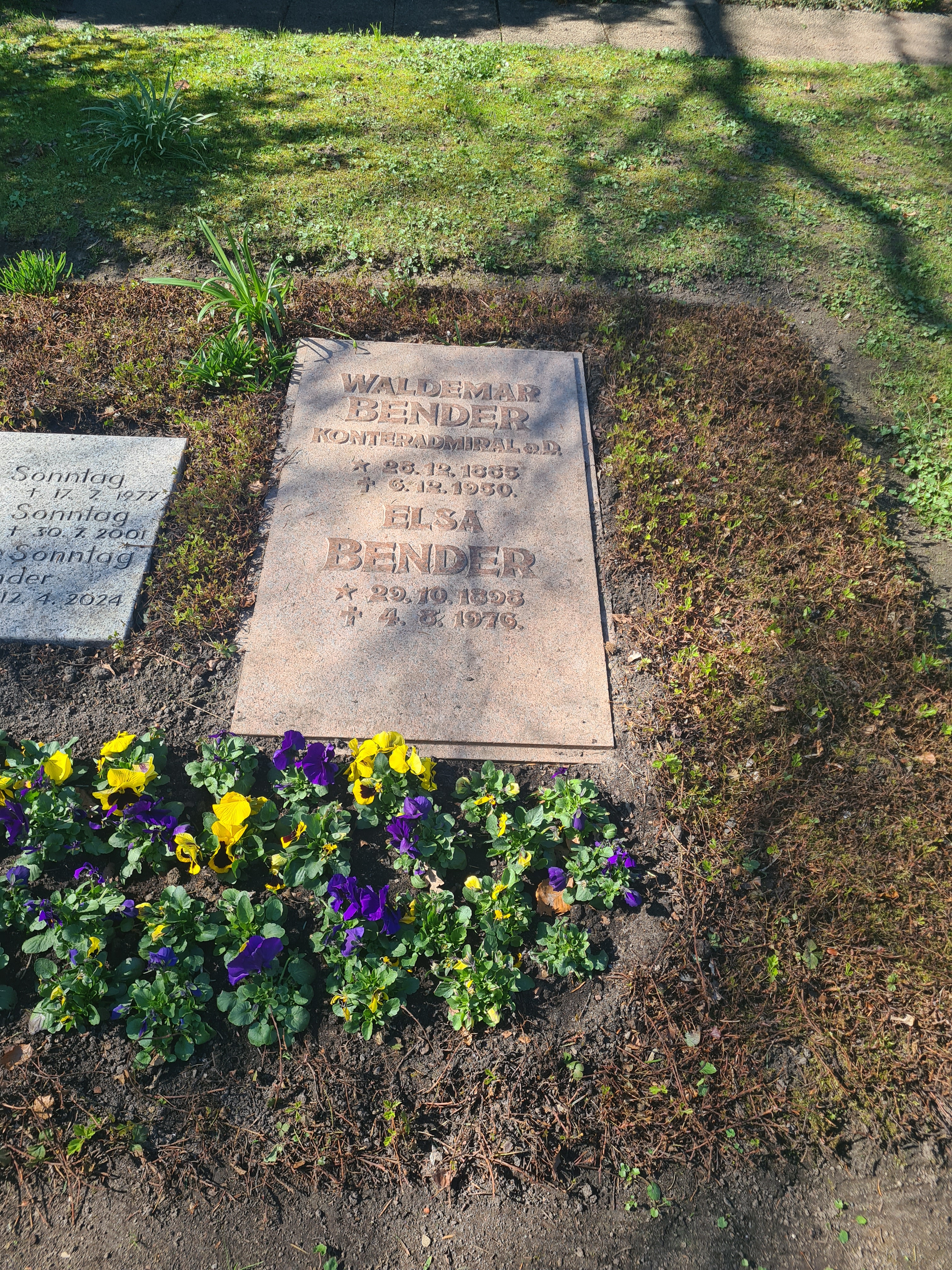
Das Grab von Waldemar Bender und seiner Ehefrau Elsa auf dem Nordfriedhof (Kiel)

## Leben
Waldemar Bender war ein Sohn des Justizrates Albert und der Luise Bender, geb. Schweikart. Zu Ostern 1905 bestand Waldemar Bender in Braunsberg das Abitur.
Er trat im April 1905 in die Kaiserliche Marine ein und besuchte die Marineschule in Kiel. 1908 wurde er auf dem Linienschiff Elsass zum Leutnant zur See befördert und 1911 Oberleutnant zur See. Am 24. April 1916 wurde er zum Kapitänleutnant befördert. Von Mai 1916 bis zur Selbstversenkung im Januar 1917 vor Norwegen war er einziger Kommandant des U-Boots U 76. Durch die Selbstversenkung und damit ohne Feindeinwirkung musste die Besatzung nicht in Norwegen interniert werden. Bender konnte daher nach Deutschland zurückkehren und hier bis April 1918 U 43 übernehmen. Anschließend war er bis Kriegsende Stabsoffizier bei der III. U-Boots-Flottille.
Nach dem Krieg wurde er in die Reichsmarine übernommen und erhielt eine Sonderausbildung. Von 1922 bis 1924 war er Erster Offizier auf dem Vermessungsschiff Panther. Anschließend war er bis September 1927 auf dem Vermessungsschiff Meteor. In dieser Position wurde er am 1. Februar 1925 zum Korvettenkapitän befördert und war anschließend bis September 1931 Kommandant der Meteor. Mit dem Schiff führte er mehrere Expeditionen nach Grönland, Island und in den Nordatlantik durch. Am 1. Januar 1930 wurde er Fregattenkapitän. Von September 1932 bis Oktober 1939 war er als Kapitän zur See Abteilungschef der Nautischen Abteilung.
In der Kriegsmarine war er als Konteradmiral von März 1941 bis Mai 1942 Chef des Stabes und Leiter der Zentralabteilung der Kriegsmarinewerft Drontheim und anschließend bis März 1943 Oberwerftdirektor der Kriegsmarinewerft Bergen. Anschließend war er als Nachfolger von Konteradmiral Harald Kienast bis kurz vor Kriegsende Kommandant der Seewasserstraße Kaiser-Wilhelm-Kanal.
Waldemar Bender liegt auf dem Kieler Nordfriedhof begraben.